# 210 av. J.-C.
Cette page concerne l'année 210 av. J.-C. du calendrier julien proleptique.

## Événements
- Hiver 211-210 av. J.-C. : la flotte de Valerius Laevinus, basée à Corcyre, en campagne contre Philippe V avec la Ligue étolienne, prend l'île de Zacynthe, puis assiège et prend Anticyre dans le golfe de Corinthe. La ville est remise aux Étoliens[1].
- 18-19 mars : incendie du Forum Romain à Rome[2].
- 5 avril (15 mars du calendrier romain) : début à Rome du consulat de Marcus Valerius Laevinus (pour la seconde fois) et Marcus Claudius Marcellus IV ;  dictature de Quintus Fulvius Flaccus[3].
- Printemps-été[4] : tentative de reconquête de l'Italie du sud par les Romains. Défaite romaine de Gnaeus Fulvius Centumalus à la bataille d'Herdonia. Bataille indécise de Numistro en Lucanie entre Marcellus et Hannibal[1].
- Août : début du règne de Qin Er Shi, empereur de Chine, fils de Qin Shi Huangdi[5]. Celui-ci est inhumé dans un immense mausolée. Huhai (Ying Hu Hai) devient empereur sous le nom de Qin Er Shi à la suite d’un complot ourdi par Li Si et Zhao Gao (eunuque, tuteur de Huhai). Il élimine son frère Fusu, héritier du trône, et le général Meng Tian, responsable des grands travaux[6].
- Automne : 
  - Le futur Scipion l'Africain, qui a reçu un pouvoir extraordinaire aux comices, débarque à Emporion en Espagne avec 10 000 hommes. Il passe l'hiver à Tarraco où il concentre ses forces (environ 28 000 hommes) et convoque les chefs des peuples sous contrôle romain[7],[1].
  - Prise d'Agrigente par le consul Laevinus. Fin de la guerre en Sicile[8].
- Hiver 210-209 av. J.-C. : les troupes d’Antiochos III descendent l'Euphrate pour préparer une campagne en Médie[9].

- La trêve sacrée des Jeux olympiques est violée. Olympie est pillée sous le règne du tyran spartiate Machanidas[10].
- Installation de Campaniens rebelles dans le Latium, à qui l’on attribue des lots de 50 jugères[8].
- Le prix du blé atteint trois fois son cours normal à Rome. Toute l’Italie souffre de disette. L’État romain fixe une limite à la possession des métaux précieux et oblige les particuliers à livrer les quantités d’or, d’argent et de bronze dépassant cette limite[11].

## Naissances
- Phylarque, historien grec (date approximative).

## Décès
- 18 juillet : Qin Shi Huangdi, empereur de Chine[5]. Il est enterré avec une armée de soldats en terre cuite grandeur nature.
- Tiberius Sempronius Longus.